# Martin Velits
Martin Velits (* 21. února 1985 Bratislava) je bývalý slovenský profesionální silniční cyklista. Jeho bratr - dvojče Peter Velits je také bývalým profesionálním cyklistou. Jeho největšími individuálními úspěchy jsou vítězství na mistrovství Slovenska v silničním závodu v roce 2009 a v časovce o rok později. Martin svoji kariéru ukončil roku 2017. Jeho posledním týmem byla belgická stáj Quick-Step Floors.

## Dětství
Narodil se v Bratislavě, ale spolu s rodinou se v roce 1998 přestěhovali do Púchova. V zimě hrával společně s bratrem lední hokej, postupně se ale oba začali věnovat i silniční cyklistice. Na jejich sportovním růstu se podíleli hlavně otec Ladislav Velits a strýček Tibor Velits.

## Juniorská kariéra
V kategorii juniorů patřil mezi světovou špičku. V juniorském svetovém poháru skončil nejlépe v roce 2003, celkově na čtvrtém místě. Jeho prvním týmem byla Dukla Trenčín. Poté působil v juhoafrickém týme Konica Minolta, kde mohl závodit i v zimě. Jeho juniorská kariéra vyvrcholila 36. místem na mistrovství světa do 23 let ve Stuttgartu.

## Profesionální kariéra
Profesionálnu kariéru zahájili oba bratři v nemeckém týmu Wiesenhof–Felt, na konci sezóny 2007 však tento tým ukončil svoji činnost. Hlavně díky titulu mistra světa v kategorii jezdců do 23 let, který získal jeho bratr, obdržela obě dvojčata vícero nabídek a podepsala dvouletou smlouvu s německým týmem Milram. V dresu Milramu skončil Martin v roce 2009 celkově čtvrtý na španělské Vuelta a Andalucía a zvítězil na mistrovství Slovenska v silničním závodu.  
Od roku 2010 působili bratři Velitsovi v HTC–Highroad. Po zániku amerického týmu v roce 2011 přestoupili oba bratři do týmu Omega Pharma-Quick Step, kdy se rozhodli pro nejlepší finanční a sportovní podmínky. Poprvé v kariéře se oba bratři rozdělili, když Peter roku 2014 přestoupil do BMC.
Martin Velits se zúčastnil celkem 9 Grand Tours (7x jel Vueltu, jednou Tour a Giro). Jeho nejlepším celkovým umístěním je 73. místo na Vueltě 2008, jeho nejlepším etapovým výsledkem je vítězství v týmové časovce na Vueltě 2010, kde byl jedním ze strůjců úspěchu jeho bratra, který dojel celkově třetí.   
Svoji kariéru Martin Velits ukončil roku 2017.

## Úspěchy

### 2009
- 4. celkově na Vuelta a Andalucía
- Mistr Slovenska v silničním závodu mužů

### 2010
- Mistr Slovenska v časovce mužů
- Vítěz týmové časovky na Vuelta a España

### 2013
- Vítěz týmové časovky na Tirreno–Adriatico

### Umístění v celkové klasifikaci na Grand Tours
| Grand Tour      | 2008 | 2009 | 2010 | 2011 | 2012 | 2013 | 2014 | 2015 | 2016 |
| --------------- | ---- | ---- | ---- | ---- | ---- | ---- | ---- | ---- | ---- |
| Giro d'Italia   | —    | —    | —    | —    | DNF  | —    | —    | —    | —    |
| Tour de France  | —    | —    | —    | —    | 88   | —    | —    | —    | —    |
| Vuelta a España | 73   | 95   | 106  | 125  | —    | —    | 130  | 117  | 152  |

| —   | Neúčastnil se |
| DNF | Nedokončil    |